# Antony Armstrong-Jones, 1. jarl af Snowdon
(Tony) Antony Charles Robert Armstrong-Jones, 1. jarl af Snowdon GCVO, almindeligt kendt som Lord Snowdon (født 7. marts 1930 i London, død 13. januar 2017) i Kensington i London, var en britisk fotograf og filmproducent. Fra 1960 til 1978 var han gift med prinsesse Margaret, grevinde af Snowdon, der var den yngre søster til dronning Elizabeth 2. af Storbritannien.

## Forældre
Lord Snowdon var søn af Anne Messel (1902–1992), senere kendt som Anne Parsons, grevinde af Rosse og advokat, major Ronald Armstrong-Jones MBE QC (1899–1966).
Lord Snowdon var sønnesøn af sir Robert Armstrong-Jones (født Robert Jones) CBE (1857–1943) og oldesøn af den walisisk præst Thomas Jones.

## Familie

### Ægteskaber
I 1960–1978 var Lord Snowdon gift med prinsesse Margaret, grevinde af Snowdon (1930–2002), og han var gift med Lucy Lindsay-Hogg i 1978–2000.

### Børn
Lord Snowdon fik fem børn:
- Polly Fry (født 28. maj 1960), senere Polly Higson, mor til fire børn.
- David Armstrong-Jones, 2. jarl af Snowdon (født 1961).
  - Charles Patrick Inigo Armstrong-Jones, viscount Linley (født 1999). Han er den nærmeste arving til titlen som den 3. jarl af Snowdon.
  - lady Margarita Elizabeth Rose Alleyne Armstrong-Jones (født 2002).
- lady Sarah Chatto (født 1964).
  - Samuel David Benedict Chatto (født 1996)
  - Arthur Robert Nathaniel Chatto (født 1999). I 2010 blev Arthur udnævnt til page ved det britiske hof.
- lady Frances Armstrong-Jones (født 1979), senere lady Frances von Hofmannsthal, gift i 2006 med Rodolphe von Hofmannsthal (født 1979), Rodolphe er søn af Octavian Charles Hugo von Hofmannsthal (født 1946), sønnesøn af Raimund von Hofmannsthal (født 1906 i Østrig – død 1974 i London), oldesøn af den østrigske digter Hugo von Hofmannsthal (1874–1929), der tilhørte adelsslægten Hofmann, Edler von Hofmannsthal.
- Jasper William Oliver Cable-Alexander (født 1998)

## Medlem af Overhuset
Antony Armstrong-Jones var medlem af Overhuset i 1961–2016.
Fra 6. oktober 1961 til 11. november 1999 sad han i Huset som Lord Snowdon (den 1. jarl af Snowdon), mens han fra 16. november 1999 til 31. marts 2016 sad som Lord Armstrong-Jones (baron Armstrong-Jones, af Nymans i grevskabet West Sussex).

## Titler og arveret til tronen
- Hr. (Mr) Antony Armstrong-Jones (1930 – 1961).
- Den meget ærede jarlen af Snowdon, viscount Linley (1961–2017), kort form: Lord Snowdon.
  - Den meget ærede jarlen af Snowdon, viscount Linley, baron Armstrong-Jones (1999–2017).

Børn og børnebørn af prinsesse Margaret og Antony Armstrong-Jones har arveret til den britiske trone. De har arveret efter Lukas Tindall (født 2021), der er datter af Zara Tindall (født 1981) og datterdatter af Princess Royal prinsesse Anne, fru Mark Phillips (født 1950). De har arveret forud for prins Richard, hertug af Gloucester (født 1944), der er gift med den dansk fødte Birgitte Eva Henriksen (født 1946 i Odense).